# Anton De Bruyne
Anton De Bruyne (Middelbourg, 1840 - ?) est un navigateur hollandais.

## Biographie
Capitaine du Willem Barents, affrété par Marin Henri Jansen, il dirige en 1879 (juin-septembre) une expédition hydrographique hollandaise dans les mers de l'archipel François-Joseph, découvre l'île Scott-Keltie, mais est rapidement bloqué par les glaces.

## Hommages
L'Anonyx debruyni a été nommé en son honneur par Paulus Peronius Cato Hoek (1882), ainsi qu'un détroit de l'Archipel François-Joseph.
L'île Hooker a d'abord porté son nom.